# نجع فاضل -الزيادات
نجع فاضل إحدى قرى مركز اخميم بمحافظة سوهاج مصر، وجميع سكانها ينتمون للزيادات، ويبلغ عدد سكانها حوالى 4000 نسمة تقريبا، ويحدها النيل من الناحية الغربية والشرقية.